# Lilo Mangelsdorff
Lilo Mangelsdorff (* 1951 in Frankfurt am Main) ist eine deutsche Regisseurin, Filmautorin und Produzentin. Ihre Schwerpunkte sind Experimental- und Dokumentarfilme. Neben dem Filmemachen beschäftigt sich Lilo Mangelsdorffs auch mit Fotografie und Malerei. Sie lebt und arbeitet in Frankfurt am Main.

## Werdegang
Lilo Mangelsdorff studierte zunächst Pädagogik, Soziologie und Psychologie an der Johann Wolfgang Goethe-Universität in Frankfurt am Main und anschließend Visuellen Kommunikation mit Schwerpunkt Film bei Werner Nekes an der Hochschule für Gestaltung (HfG) in Offenbach am Main. Sie war freiberuflich als Studioleiterin und Video-Editorin in verschiedenen Film- und TV-Studios tätig und arbeitete von 1992 bis 1995 als künstlerisch-wissenschaftliche Mitarbeiterin an der Kunsthochschule für Medien Köln (KHM). Es folgten ab 1996 Lehraufträge an der KHM sowie den Universitäten Paderborn und Frankfurt am Main.
Seit 1983 produzierte sie über die Filmproduktionsfirma Cinetix GmbH, die sie mit Wolfgang Schemmert gründete, Filme für kulturelle und pädagogische Institutionen sowie freie Kunst- und Medienprojekte. 2017 wurde die Firma Cinetix GmbH aus Altersgründen aufgelöst; unter LiMaMedia arbeitet Lilo Mangelsdorff freiberuflich weiter.
Für ihren Film Damen und Herren ab 65 über ein Tanzprojekt der Wuppertaler Choreographin Pina Bausch wurde sie 2003 mit dem Preis der Deutschen Filmkritik in der Rubrik Dokumentarfilm und 2004 mit dem Jury-Preis Dance on Camera Festival New York ausgezeichnet. 2014 gewann ihr Tanzfilm A Horse’s Dream beim Wettbewerb Choreographic Captures den 1. Preis und den Kinopreis. Ihr Kurzfilm Irgendwo habe ich Sie schon mal gesehen (1998) wurde 2000 für den Internationalen Medien-/Kunstpreis des Zentrums für Kunst und Medien Karlsruhe (ZKM) nominiert.
Mangelsdorffs Filme werden weltweit auf Festivals gezeigt, u. a. auf dem International Film Festival Rotterdam (1996), der Semana Internacional De Cine de Valladolid (2003), dem Dance on Camera Festival New York (2004), dem Göteborg Film Festival (2005), dem Sguardi Altrove film festival a regia femminile (2010) und dem Dance for World Film Festival Boston (2018). In Deutschland waren ihre Filme u. a. auf folgenden Festivals zu sehen: Frankfurter Filmschau, Lichter Filmfest Frankfurt International, Feminale Köln, Internationales Leipziger Festival für Dokumentar- und Animationsfilm DOK Leipzig, Kinofest Lünen, Internationale Filmwoche Mannheim, Internationaler Experimentalfilm Workshop Osnabrück, Internationale Kurzfilmtage Oberhausen, Internationale Grenzland-Filmtage Selb, Filmfestival Max Ophüls Preis Saarbrücken, Internationaler Medienkunstpreis (ZKM Karlsruhe) und Kasseler Dokumentarfilm- und Videofest.

## Filmografie (Auswahl)
- 1984: Zwischen zwei Städten, 10 min.
- 1984: Was wäre der Staat ohne seine Mauern?, mit Wolfgang Schemmert und Petra Baumgardt, 75 min.
- 1985: Viva aviS, 6 min.
- 1988: Tau Memory (Videoinstallation) mit Wolfgang Schemmert
- 1989: Happy and …, 44 min.
- 1993: Zyklus 1, 5:35 min.
- 1994: Once there was a dog, 3 min.
- 1995: Das sind wir, 13 min.
- 1999: Irgendwo habe ich Sie schon mal gesehen, 3:15 min.
- 2000: Der Bebuquin – Rendezvous mit Carl Einstein, 80 min.
- 2000: Orpheus; mit Jens Josef, 30 min.
- 2002: Damen und Herren ab 65, 68 min.
- 2006: Wir sehen voneinander, 91 min.
- 2009: Esel Hund Katze Hahn ... und andere Musikanten, 84 min.
- 2013: Wenn Pferde träumen, 5 min.
- 2013: A Horse’s Dream, 59 min.
- 2014: Human Animals Dance, 30 min.
- 2015: Re_Hearsals, 2:27 min.
- 2015: Unterwegs in der Musik – Die Komponistin Barbara Heller, 83 min.
- 2018: Monowi Nebraska, 80 min.
- 2021: Ball, 2:54 min.
- 2021: Rasender Stillstand – viral, 11:08 min.

## Preise und Auszeichnungen (Auswahl)
- 1984: FBW-Prädikat „wertvoll“ für Zwischen zwei Städten[16]
- 1986: FBW-Prädikat „wertvoll“ für Viva aviS[16]
- 1997: Moldau-Stipendium des Hessischen Ministeriums für Wissenschaft und Kunst[17]
- 2003: Preis der deutschen Filmkritik für den besten Dokumentarfilm für Damen und Herren ab 65
- 2003: Deutscher Kamerapreis für Sophie Maintigneux für Damen und Herren ab 65[18]
- 2004: Jury-Preis Dance on Camera Festival New York für Damen und Herren ab 65[19]
- 2006: FBW-Prädikat „wertvoll“ für Wir sehen voneinander[16]
- 2014: 1. Preis und Kinopreis beim Wettbewerb Choreographic Captures für A Horse’s Dream[7]
- 2016: FBW-Prädikat „wertvoll“ für Unterwegs in der Musik – Die Komponistin Barbara Heller[16]